# Liga Federal Femenina de Voleibol Argentino de 2022
La Liga Federal Femenina de Voleibol Argentino de 2022 fue la temporada correspondiente a ese año de la segunda división nacional para clubes de vóley femenino en dicho país. Se disputó en la ciudad de La Rioja entre el 28 de febrero y 9 de marzo de 2022, resultando vencedor el equipo perteneciente a la Universidad Nacional de La Matanza, logrando así el ascenso a la Liga Femenina de Voleibol Argentino.

## Sede y fecha
Si bien en un principio estaba previsto que la competencia se desarrolle en San Juan del 10 al 19 de febrero, la ola de casos de COVID-19 motivó a la Federación Argentina de Voleibol a un cambio de sede y fecha, posponiendo el comienzo del torneo al 28 de febrero y trasladándolo a La Rioja.

## Formato de competencia
Se definieron tres grupos en donde los equipos se enfrentaron en un sistema de todos contra todos. A continuación los cuatro mejores de cada grupo se enfrentaron en cuatro zonas de tres equipos, en donde el mejor de cada triangular pasaría a una semifinal y luego eventualmente a la final. Aquellos que no superaron el primer corte en la zona de grupos integraron una zona de permanencia donde definieron las posiciones del 13° puesto en adelante.

## Equipos participantes
Los equipos que participaron de esta edición fueron:
| - Universidad de San Juan - Universidad Nacional de La Matanza - Fundarte Voley - El Bigua - Universidad Nacional de Cuyo - Liniers de Bahía Blanca - Club Universitario de Córdoba - Selección Menor Argentina - Club Brujas (Misiones) | - Bahiense del Norte - Club Mendoza de Regatas - Banco Hispano - Waiwen Voley Club - Club Olimpo - Municipalidad de La Matanza / Glorias Argentinas - Normal 3 - Municipalidad de Lomas de Zamora - Salta Voley - Ateneo Voley (Santiago del Estero) |

## Fase clasificación

### Grupo A
| Pos. | Equipo                       | Pts | Partidos | Partidos | Partidos | Sets | Sets | Sets | Puntos | Puntos | Puntos |
| Pos. | Equipo                       | Pts | PJ       | PG       | PP       | SG   | SP   | SR   | PG     | PP     | PR     |
| ---- | ---------------------------- | --- | -------- | -------- | -------- | ---- | ---- | ---- | ------ | ------ | ------ |
| 1.º  | Mun. de Lomas de Zamora      | 17  | 6        | 6        | 0        | 18   | 5    | 3.60 | 541    | 347    | 1.238  |
| 2.º  | Universitario Córdoba        | 15  | 6        | 5        | 1        | 16   | 5    | 3.20 | 484    | 403    | 1.201  |
| 3.º  | Olimpo Bahía Blanca          | 13  | 6        | 4        | 2        | 15   | 8    | 1.88 | 544    | 484    | 1.124  |
| 4.º  | FUNDARTE                     | 8   | 6        | 3        | 3        | 12   | 12   | 1.00 | 526    | 534    | 0.985  |
| 5.º  | Selección Argentina Femenina | 4   | 6        | 2        | 4        | 7    | 16   | 0.44 | 439    | 522    | 0.841  |
| 6.º  | Brujas Misiones              | 4   | 6        | 1        | 5        | 7    | 16   | 0.44 | 470    | 525    | 0.895  |
| 7.º  | Banco Hispano                | 2   | 6        | 0        | 6        | 5    | 18   | 0.28 | 441    | 540    | 0.817  |

|  | Avanza a ronda campeonato |

Fuente: FeVA

### Grupo B
| Pos. | Equipo                     | Pts | Partidos | Partidos | Partidos | Sets | Sets | Sets | Puntos | Puntos | Puntos |
| Pos. | Equipo                     | Pts | PJ       | PG       | PP       | SG   | SP   | SR   | PG     | PP     | PR     |
| ---- | -------------------------- | --- | -------- | -------- | -------- | ---- | ---- | ---- | ------ | ------ | ------ |
| 1.º  | Normal Nº3                 | 14  | 5        | 5        | 0        | 15   | 4    | 3.75 | 467    | 367    | 1.272  |
| 2.º  | Mun. La Matanza            | 13  | 5        | 4        | 1        | 14   | 6    | 2.33 | 475    | 403    | 1.179  |
| 3.º  | Ateneo Santiago del Estero | 7   | 5        | 2        | 3        | 9    | 10   | 0.90 | 405    | 429    | 0.944  |
| 4.º  | Bahiense del Norte         | 6   | 5        | 2        | 3        | 9    | 10   | 0.90 | 402    | 428    | 0.939  |
| 5.º  | Universidad de Cuyo        | 5   | 5        | 2        | 3        | 8    | 12   | 0.67 | 451    | 439    | 1.027  |
| 6.º  | Waiwen                     | 0   | 5        | 0        | 5        | 2    | 15   | 0.13 | 285    | 419    | 0.680  |

|  | Avanza a ronda campeonato |

Fuente: FeVA

### Grupo C
| Pos. | Equipo                             | Pts | Partidos | Partidos | Partidos | Sets | Sets | Sets | Puntos | Puntos | Puntos |
| Pos. | Equipo                             | Pts | PJ       | PG       | PP       | SG   | SP   | SR   | PG     | PP     | PR     |
| ---- | ---------------------------------- | --- | -------- | -------- | -------- | ---- | ---- | ---- | ------ | ------ | ------ |
| 1.º  | Universidad Nacional de La Matanza | 14  | 5        | 5        | 0        | 15   | 0    | MAX  | 375    | 197    | 1.904  |
| 2.º  | Mendoza Regatas                    | 13  | 5        | 4        | 1        | 12   | 5    | 2.40 | 384    | 342    | 1.123  |
| 3.º  | Liniers Bahía Blanca               | 9   | 5        | 3        | 2        | 9    | 8    | 1.12 | 371    | 370    | 1.003  |
| 4.º  | Salta Voley                        | 6   | 5        | 2        | 3        | 8    | 10   | 0.80 | 378    | 413    | 0.915  |
| 5.º  | El Bigua                           | 3   | 5        | 1        | 4        | 4    | 13   | 0.31 | 309    | 399    | 0.774  |
| 6.º  | Universidad San Juan               | 0   | 5        | 0        | 5        | 3    | 15   | 0.20 | 332    | 428    | 0.776  |

|  | Avanza a ronda campeonato |

Fuente: FeVA

## Ronda campeonato

### Grupo D
| Pos. | Equipo                     | Pts | Partidos | Partidos | Partidos | Sets | Sets | Sets | Puntos | Puntos | Puntos |
| Pos. | Equipo                     | Pts | PJ       | PG       | PP       | SG   | SP   | SR   | PG     | PP     | PR     |
| ---- | -------------------------- | --- | -------- | -------- | -------- | ---- | ---- | ---- | ------ | ------ | ------ |
| 1º   | Universidad de la Matanza  | 6   | 2        | 2        | 0        | 6    | 0    | MAX  | 150    | 75     | 2.000  |
| 2º   | Ateneo Santiago del Estero | 2   | 2        | 1        | 1        | 3    | 5    | 0.60 | 155    | 183    | 0.847  |
| 3º   | Liniers Bahía Blanca       | 1   | 2        | 0        | 2        | 2    | 6    | 0.33 | 144    | 191    | 0.754  |

|  | Avanza a semifinales |

Fuente: FeVA

### Grupo E
| Pos. | Equipo               | Pts | Partidos | Partidos | Partidos | Sets | Sets | Sets | Puntos | Puntos | Puntos |
| Pos. | Equipo               | Pts | PJ       | PG       | PP       | SG   | SP   | SR   | PG     | PP     | PR     |
| ---- | -------------------- | --- | -------- | -------- | -------- | ---- | ---- | ---- | ------ | ------ | ------ |
| 1º   | Mun. Lomas de Zamora | 6   | 2        | 2        | 0        | 6    | 0    | MAX  | 152    | 120    | 1.267  |
| 2º   | Olimpo Bahía Blanca  | 2   | 2        | 1        | 1        | 3    | 5    | 0.60 | 170    | 183    | 0.929  |
| 3º   | FUNDARTE             | 1   | 2        | 0        | 2        | 2    | 6    | 0.33 | 159    | 178    | 0.893  |

|  | Avanza a semifinales |

Fuente: FeVA

### Grupo F
| Pos. | Equipo             | Pts | Partidos | Partidos | Partidos | Sets | Sets | Sets | Puntos | Puntos | Puntos |
| Pos. | Equipo             | Pts | PJ       | PG       | PP       | SG   | SP   | SR   | PG     | PP     | PR     |
| ---- | ------------------ | --- | -------- | -------- | -------- | ---- | ---- | ---- | ------ | ------ | ------ |
| 1º   | Mendoza Regatas    | 6   | 2        | 2        | 0        | 6    | 1    | 6.00 | 170    | 129    | 1.318  |
| 2º   | Normal 3           | 3   | 2        | 1        | 1        | 3    | 3    | 1.00 | 121    | 119    | 1.017  |
| 3º   | Bahiense del Norte | 0   | 2        | 0        | 2        | 1    | 6    | 0.17 | 127    | 170    | 0.747  |

|  | Avanza a semifinales |

Fuente: FeVA

### Grupo G
| Pos. | Equipo                   | Pts | Partidos | Partidos | Partidos | Sets | Sets | Sets | Puntos | Puntos | Puntos |
| Pos. | Equipo                   | Pts | PJ       | PG       | PP       | SG   | SP   | SR   | PG     | PP     | PR     |
| ---- | ------------------------ | --- | -------- | -------- | -------- | ---- | ---- | ---- | ------ | ------ | ------ |
| 1º   | Mun. de la Matanza       | 6   | 2        | 2        | 0        | 6    | 1    | 6.00 | 173    | 136    | 1.272  |
| 2º   | Universitario de Córdoba | 3   | 2        | 1        | 1        | 4    | 3    | 1.33 | 159    | 161    | 0.988  |
| 3º   | Salta Voley              | 0   | 2        | 0        | 2        | 0    | 6    | 0.00 | 117    | 152    | 0.770  |

|  | Avanza a semifinales |

Fuente: FeVA

## Play off Campeonato

### Clasificación 9.º al 12.º puesto
|  | Semifinales 9.° al 12.º puesto | Semifinales 9.° al 12.º puesto |   |          | Partido 9.° y 10.° puesto  | Partido 9.° y 10.° puesto |  |
|  |                                |                                |   |          |                            |                           |  |
|  |                                |                                |   |          |                            |                           |  |
|  | FUNDARTE                       | 2                              |   |          |                            |                           |  |
|  | Salta Voley                    | 3                              |   |          |                            |                           |  |
|  |                                |                                |   |          |                            |                           |  |
|  |                                |                                |   |          |                            |                           |  |
|  |                                |                                |   |          | Salta Voley                | 2                         |  |
|  |                                | Liniers Bahía Blanca           | 3 |          |                            |                           |  |
|  |                                |                                |   |          |                            |                           |  |
|  |                                |                                |   |          |                            |                           |  |
|  |                                |                                |   |          | Partido 11.° y 12.° puesto |                           |  |
|  |                                |                                |   |          |                            |                           |  |
|  | Liniers Bahía Blanca           | 3                              |   | FUNDARTE | 3                          |                           |  |
|  | Bahiense del Norte             | 0                              |   |          | Bahiense del Norte         | 2                         |  |

#### Semifinales 9.° al 12.º puesto
| 8 de marzo de 2022, 11:00 | FUNDARTE | 2 - 3                                         | Salta Voley |  |  |
|                           |          | ( 26-24, 22-25, 21-25, 25-22, 13-15 ) Reporte |             |  |  |

| 8 de marzo de 2022, 11:00 | Liniers Bahía Blanca | 3 - 0                           | Bahiense del Norte |  |  |
|                           |                      | ( 25-15, 28-26, 26-24 ) Reporte |                    |  |  |

#### Partido por el 11º puesto
| 9 de marzo de 2022, 11:00 | FUNDARTE | 3 - 2                                         | Bahiense del Norte |  |  |
|                           |          | ( 25-27, 25-23, 25-10, 22-25, 15-12 ) Reporte |                    |  |  |

#### Partido por el 9º puesto
| 9 de marzo de 2022, 11:00 | Salta Voley | 2 - 3                                         | Liniers Bahía Blanca |  |  |
|                           |             | ( 25-23, 25-16, 21-25, 22-25, 12-15 ) Reporte |                      |  |  |

### Clasificación 5.º al 8.º puesto
|  | Semifinales 5.° al 8.º puesto | Semifinales 5.° al 8.º puesto |   |                            | Partido 5.° y 6.° puesto | Partido 5.° y 6.° puesto |  |
|  |                               |                               |   |                            |                          |                          |  |
|  |                               |                               |   |                            |                          |                          |  |
|  | Universitario de Córdoba      | 3                             |   |                            |                          |                          |  |
|  | Ateneo Santiago del Estero    | 0                             |   |                            |                          |                          |  |
|  |                               |                               |   |                            |                          |                          |  |
|  |                               |                               |   |                            |                          |                          |  |
|  |                               |                               |   |                            | Universitario de Córdoba | 1                        |  |
|  |                               | Olimpo Bahía Blanca           | 3 |                            |                          |                          |  |
|  |                               |                               |   |                            |                          |                          |  |
|  |                               |                               |   |                            |                          |                          |  |
|  |                               |                               |   |                            | Partido 7.° y 8.° puesto |                          |  |
|  |                               |                               |   |                            |                          |                          |  |
|  | Normal Nº3                    | 2                             |   | Ateneo Santiago del Estero | 2                        |                          |  |
|  | Olimpo Bahía Blanca           | 3                             |   |                            | Normal Nº3               | 3                        |  |

#### Semifinales 5.° al 8.º puesto
| 8 de marzo de 2022, 17:00 | Universitario Córdoba | 3 - 0                           | Ateneo Santiago del Estero |  |  |
|                           |                       | ( 25-10, 25-14, 25-18 ) Reporte |                            |  |  |

| 8 de marzo de 2022, 17:00 | Normal Nº3 | 2 - 3                                        | Olimpo Bahía Blanca |  |  |
|                           |            | ( 25-21, 17-25, 17-25, 25-22, 7-15 ) Reporte |                     |  |  |

#### Partido por el 7º puesto
| 9 de marzo de 2022, 11:00 | Ateneo Santiago del Estero | 0 - 3                           | Normal Nº3 |  |  |
|                           |                            | ( 15-25, 21-25, 17-25 ) Reporte |            |  |  |

#### Partido por el 5º puesto
| 9 de marzo de 2022, 16:00 | Universitario Córdoba | 1 - 3                                  | Olimpo Bahía Blanca |  |  |
|                           |                       | ( 25-18, 14-25, 18-25, 13-25 ) Reporte |                     |  |  |

### Clasificación1.eral 4.º puesto
|  | Semifinales               | Semifinales          |   |                    | Final                     | Final |  |
|  |                           |                      |   |                    |                           |       |  |
|  |                           |                      |   |                    |                           |       |  |
|  | Universidad de La Matanza | 3                    |   |                    |                           |       |  |
|  | Mun. de La Matanza        | 0                    |   |                    |                           |       |  |
|  |                           |                      |   |                    |                           |       |  |
|  |                           |                      |   |                    |                           |       |  |
|  |                           |                      |   |                    | Universidad de La Matanza | 3     |  |
|  |                           | Mun. Lomas de Zamora | 0 |                    |                           |       |  |
|  |                           |                      |   |                    |                           |       |  |
|  |                           |                      |   |                    |                           |       |  |
|  |                           |                      |   |                    | Partido 3.er y 4.º puesto |       |  |
|  |                           |                      |   |                    |                           |       |  |
|  | Mun. Lomas de Zamora      | 3                    |   | Mun. de La Matanza | 3                         |       |  |
|  | Mendoza Regatas           | 0                    |   |                    | Mendoza Regatas           | 0     |  |

#### Semifinales
| 8 de marzo de 2022, 11:00 | Universidad de La Matanza | 3 - 0                           | Municipalidad de La Matanza |  |  |
|                           |                           | ( 25-15, 25-11, 25-15 ) Reporte |                             |  |  |

| 8 de marzo de 2022, 16:00 | Mun. Lomas de Zamora | 3 - 0                           | Mendoza Regatas |  |  |
|                           |                      | ( 25-19, 25-21, 25-20 ) Reporte |                 |  |  |

#### Partido por el tercer y cuarto puesto
| 9 de marzo de 2022, 16:00 | Mun. de La Matanza | 3 - 0                           | Mendoza Regatas |  |  |
|                           |                    | ( 25-21, 25-21, 25-18 ) Reporte |                 |  |  |

#### Final
| 9 de marzo de 2022, 19:00 | Universidad de La Matanza | 3 - 0                           | Mun. Lomas de Zamora | Super Domo, La Rioja |  |
|                           |                           | ( 25-15, 25-17, 25-20 ) Reporte |                      |                      |  |

## Ronda permanencia

### Grupo H
| Pos. | Equipo                       | Pts | Partidos | Partidos | Partidos | Sets | Sets | Sets | Puntos | Puntos | Puntos |
| Pos. | Equipo                       | Pts | PJ       | PG       | PP       | SG   | SP   | SR   | PG     | PP     | PR     |
| ---- | ---------------------------- | --- | -------- | -------- | -------- | ---- | ---- | ---- | ------ | ------ | ------ |
| 1º   | Banco Hispano                | 9   | 3        | 3        | 0        | 9    | 2    | 4.5  | 251    | 219    | 1.146  |
| 2º   | Selección Argentina Femenina | 5   | 3        | 2        | 1        | 7    | 6    | 1.17 | 300    | 252    | 1.19   |
| 3º   | El Bigua                     | 3   | 3        | 1        | 2        | 6    | 8    | 0.75 | 270    | 294    | 0.918  |
| 4º   | Waiwen                       | 1   | 3        | 0        | 3        | 3    | 9    | 0.33 | 228    | 284    | 0.803  |

Fuente: FeVA

### Grupo I
| Pos. | Equipo               | Pts | Partidos | Partidos | Partidos | Sets | Sets | Sets | Puntos | Puntos | Puntos |
| Pos. | Equipo               | Pts | PJ       | PG       | PP       | SG   | SP   | SR   | PG     | PP     | PR     |
| ---- | -------------------- | --- | -------- | -------- | -------- | ---- | ---- | ---- | ------ | ------ | ------ |
| 1º   | Universidad de Cuyo  | 4   | 2        | 1        | 1        | 5    | 3    | 1.67 | 176    | 167    | 1.054  |
| 2º   | Universidad San Juan | 3   | 2        | 1        | 1        | 5    | 5    | 1    | 210    | 211    | 0.995  |
| 3º   | Brujas Misiones      | 2   | 2        | 1        | 1        | 3    | 5    | 0.6  | 168    | 176    | 0.954  |

Fuente: FeVA

#### Ronda 17º al 19º puesto
| 8 de marzo de 2022, 09:00 | Brujas Misiones | 3 - 0                           | Waiwen |  |  |
|                           |                 | ( 25-19, 25-22, 25-17 ) Reporte |        |  |  |

| 8 de marzo de 2022, 17:00 | El Bigua | 3 - 0                           | Waiwen |  |  |
|                           |          | ( 25-12, 29-27, 25-11 ) Reporte |        |  |  |

| 9 de marzo de 2022, 09:00 | El Bigua | 3 - 2                                         | Brujas Misiones |  |  |
|                           |          | ( 25-15, 24-26, 25-20, 14-25, 15-12 ) Reporte |                 |  |  |

#### Ronda 13º al 16º puesto
| 8 de marzo de 2022, 09:00 | Universidad de Cuyo | 1 - 3                                  | Selección Argentina Femenina |  |  |
|                           |                     | ( 25-16, 19-25, 24-26, 17-25 ) Reporte |                              |  |  |

| 8 de marzo de 2022, 09:00 | Banco Hispano | 2 - 3                                         | Universidad San Juan |  |  |
|                           |               | ( 25-18, 25-18, 15-25, 23-25, 12-15 ) Reporte |                      |  |  |

#### Partido por el 15º puesto
| 9 de marzo de 2022, 09:00 | Universidad de Cuyo | 3 - 0                           | Banco Hispano |  |  |
|                           |                     | ( 25-19, 25-14, 27-25 ) Reporte |               |  |  |

#### Partido por el 13º puesto
| 9 de marzo de 2022, 09:00 | Selección Argentina Femenina | 0 - 3                           | Universidad San Juan |  |  |
|                           |                              | ( 16-25, 18-25, 18-25 ) Reporte |                      |  |  |

## Posiciones finales
| Pos. | Equipo                       |
| ---- | ---------------------------- |
| 1    | Universidad de La Matanza    |
| 2    | Mun. Lomas de Zamora         |
| 3    | Mun. de La Matanza           |
| 4    | Mendoza de Regatas           |
| 5    | Olimpo Bahía Blanca          |
| 6    | Universitario Córdoba        |
| 7    | Normal Nº3                   |
| 8    | Ateneo Santiago del Estero   |
| 9    | Liniers Bahía Blanca         |
| 10   | Salta Voley                  |
| 11   | Fundarte                     |
| 12   | Bahiense del Norte           |
| 13   | Universidad de San Juan      |
| 14   | Selección Argentina Femenina |
| 15   | Universidad de Cuyo          |
| 16   | Banco Hispano                |
| 17   | El Bigua                     |
| 18   | Brujas Misiones              |
| 19   | Waiwen                       |

Fuente: FeVA

## Equipo ideal
Finalizada la competencia la organización definió el siguiente equipo ideal del torneo:
- Mejor armadora: Rocío Brandan (UNLM)
- Mejor opuesta: Gisela Nievas (UNLM)
- Mejor líbero: Lorena Reinoso (Lomas)
- Mejores centrales: Florencia Díaz (UNLM) y Martina Cortegoso (Regatas)
- Mejores puntas: Florencia López (UNLM) y Silvina Marino (Matanza)
- MVP: Florencia López (UNLM)